# Jeonggwan-eup
Jeonggwan-eup (koreanska: 정관읍) är en köping i landskommunen Gijang-gun i provinsen Busan, i den sydöstra delen av Sydkorea, 300 km sydost om huvudstaden Seoul.
År 2007 var Jeonggwan en socken (myeon) med drygt 5 000 invånare. Därefter har en helt ny förort (new town) byggts och invånarantalet har stigit till över 80 000. Jeonggwan blev uppgraderad till en köping (eup) den 23 september 2015.